# Apicultura

Representació del Neolític (fa uns 6.000 anys) de la recol·lecció de la mel segons una pintura de paret a la Cueva de la Araña a Bicorb País Valencià

L'apicultura és una especialització de la ramaderia que consisteix en la cria de l'abella Apis mellifera per l'home per tal d'explotar els productes del rusc. L'apicultor ha de procurar a l'eixam d'abelles un abric, tenir-ne cura: alimentació suplementària, control de malalties, anar amb compte amb els plaguicides, fecundació artificial de reines, etc. Se'n recull una part de la mel que produeixen procurant que no els en manqui per passar l'hivern.

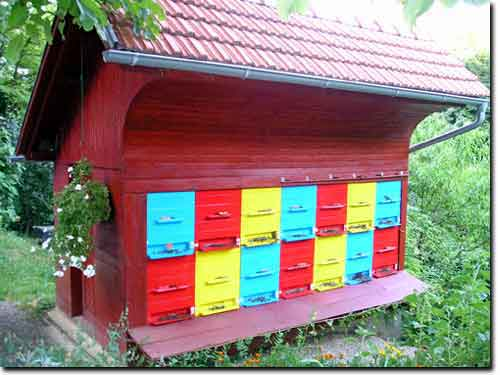
Ruscos associats en un abellar

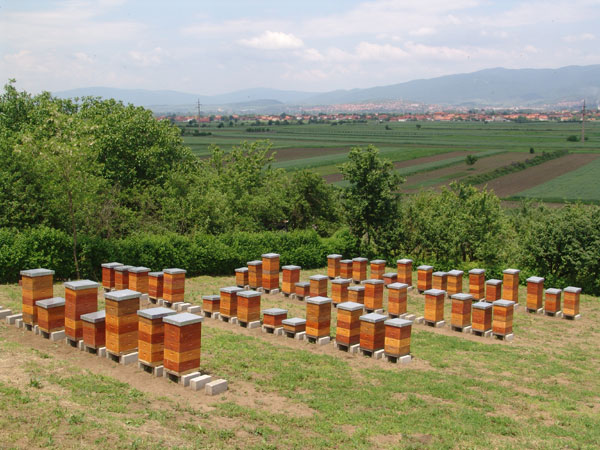
Un abellar tradicional al camp

Els productes més tradicionals que es recollien de les abelles eren la mel i la cera. El pròpolis, usat ja en l'antic Egipte, ha esdevingut d'ús molt corrent i amb noves aplicacions des de fa relativament pocs anys. El mateix es pot dir de la gelea reial o del pol·len fresc, recollit abans que les abelles entrin al rusc i el processin per fer-ne l'anomenat pa d'abella. També hi ha explotacions dedicades a vendre eixams o activitats relacionades amb el mercat de venda de ruscos buits, estris apícoles, medicaments, etc.
Practicada en tots els continents (s'han exportat les abelles mel·líferes allà on aquesta espècie no hi tenia una distribució espontània), aquesta activitat difereix segons les varietats(subespècies) d'abelles, el clima i el nivell de desenvolupament econòmic. L'apicultura és un camp on es barregen els mètodes ancestrals (com el fum per actuar dins del rusc) amb els mètodes moderns com la inseminació artificial de reines o l'estudi del trajecte de les abelles equipades amb microreflectors de radar.

## El rusc modern
En les primeres formes antigues d'apicultura es destruïa tota la colònia d'abelles en el moment de recollir la mel del rusc i el que es collia era la mel barrejada amb els ous i les larves d'abella. A l'època medieval la cera d'abella era molt valuosa per fer ciris i espelmes i de la mel també se'n feia molt sovint hidromel, especialment als llocs d'Europa massa freds on la vinya no es podia cultivar. Thomas Wildman cap als anys 1768/1770 va descriure sistemes per no matar les abelles en fer la collita de mel. 

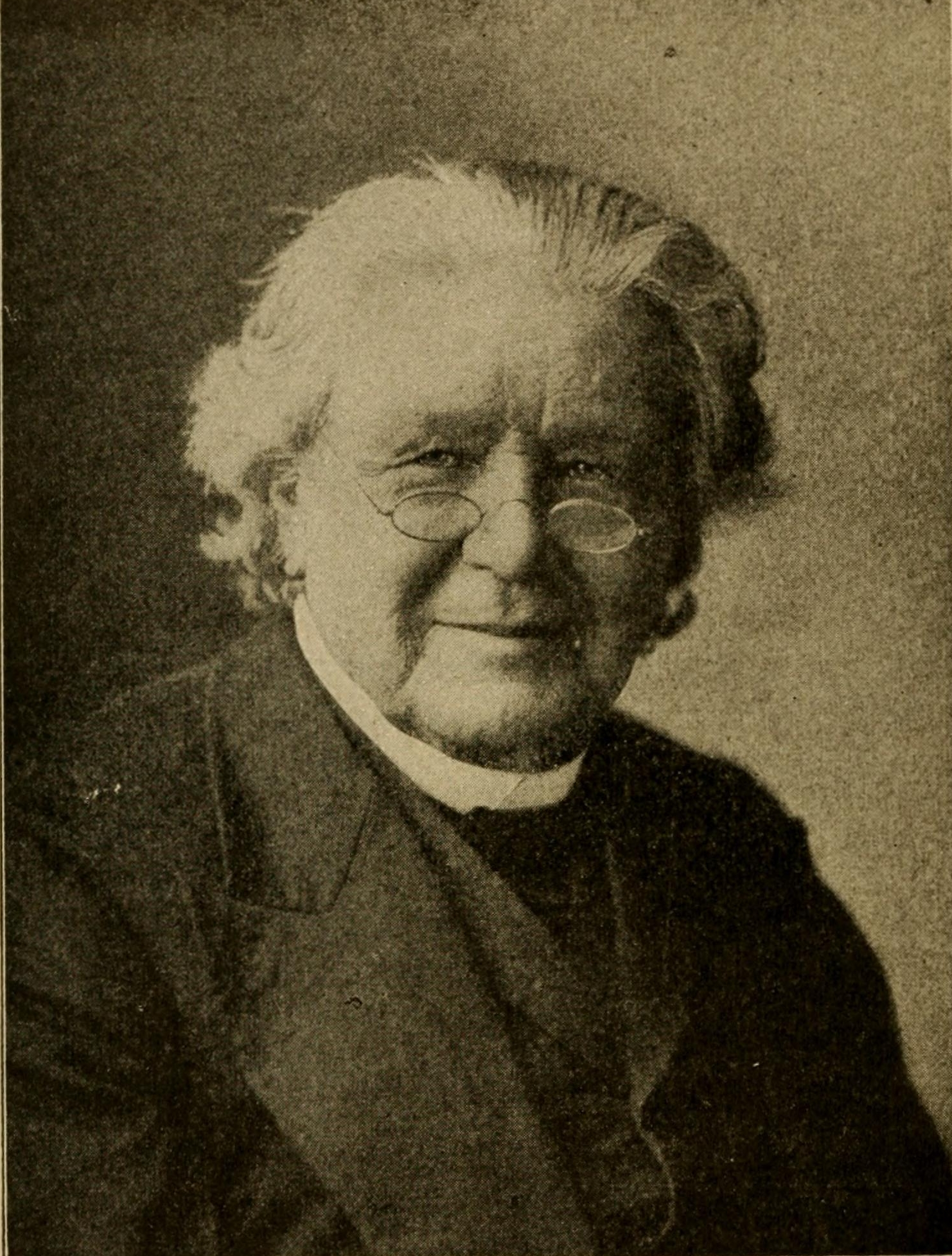
Lorenzo Langstroth (1810-1895)

Al segle xix hi va haver una revolució en la tècnica de l'apicultura amb el perfeccionament del rusc de quadres mòbils feta per Lorenzo Lorraine Langstroth als Estats Units. Langstroth va fer servir de forma pràctica el descobriment de Huber sobre l'anomenat espai d'abella que és la distància entre 5 a 8 mm en la qual les abelles passen entre les parts del rusc sense omplir-les de cera o pròpolis com farien si l'espai que es deixés fos més gran. Langstroth va dissenyar una sèrie de quadres de fusta posats dins una caixa rectangular mantenint l'espai d'abella entre les parts successives i així les abelles no els enganxaven. Amb això l'apicultor podia inspeccionar fàcilment el rusc sense danyar la colònia d'abelles. A més fàcilment se'n podia extreure la mel. Els quadres del rusc es podien tornar a posar després de collir la mel. Langstroth va publicar el seu llibre (The Hive and Honey-bee) el 1853.
Amb aquesta invenció dels ruscs de quadres mòbils es va impulsar la producció de mel a gran escala als Estats Units i Europa.

## Importància mundial de l'apicultura
- Segons la FAO l'any 2005 la producció mundial de mel d'abella va ser d'1.381.000 tones (en creixement des de 1982 quan va ser de 975.000 tones).
- Els principals exportadors (any 2005) van ser Argentina amb 107.600 tones i la Xina amb 88.500 tones.
- Els principals importadors (any 2005) van ser la Unió Europea amb 154.600 tones i Amèrica del Nord amb 113.700 tones
- El valor econòmic de l'apicultura, calculat per científics del INRA, CNRS (França) i UFZ (Alemanya) produït per abelles i altres insectes pol·linitzadors va ser de 153.000 milions d'euros (2005) o sigui el 9,5% del valor total de la producció agrícola mundial.[2]

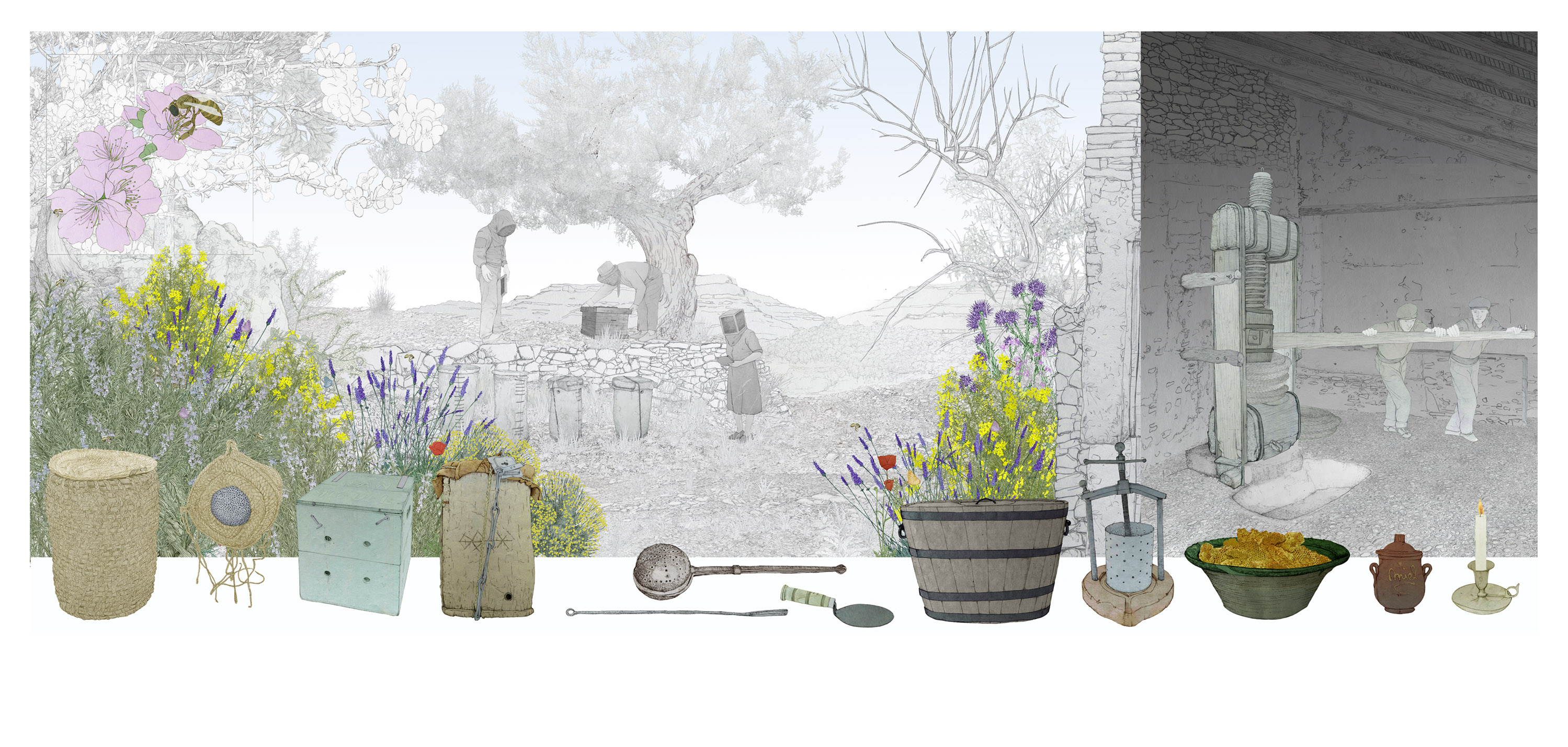
Il·lustracions d'Andrés Marín Jarque per a l'exposició permanent "Secà i Muntanya" del Museu Valencià d'Etnologia.

## Problemàtica

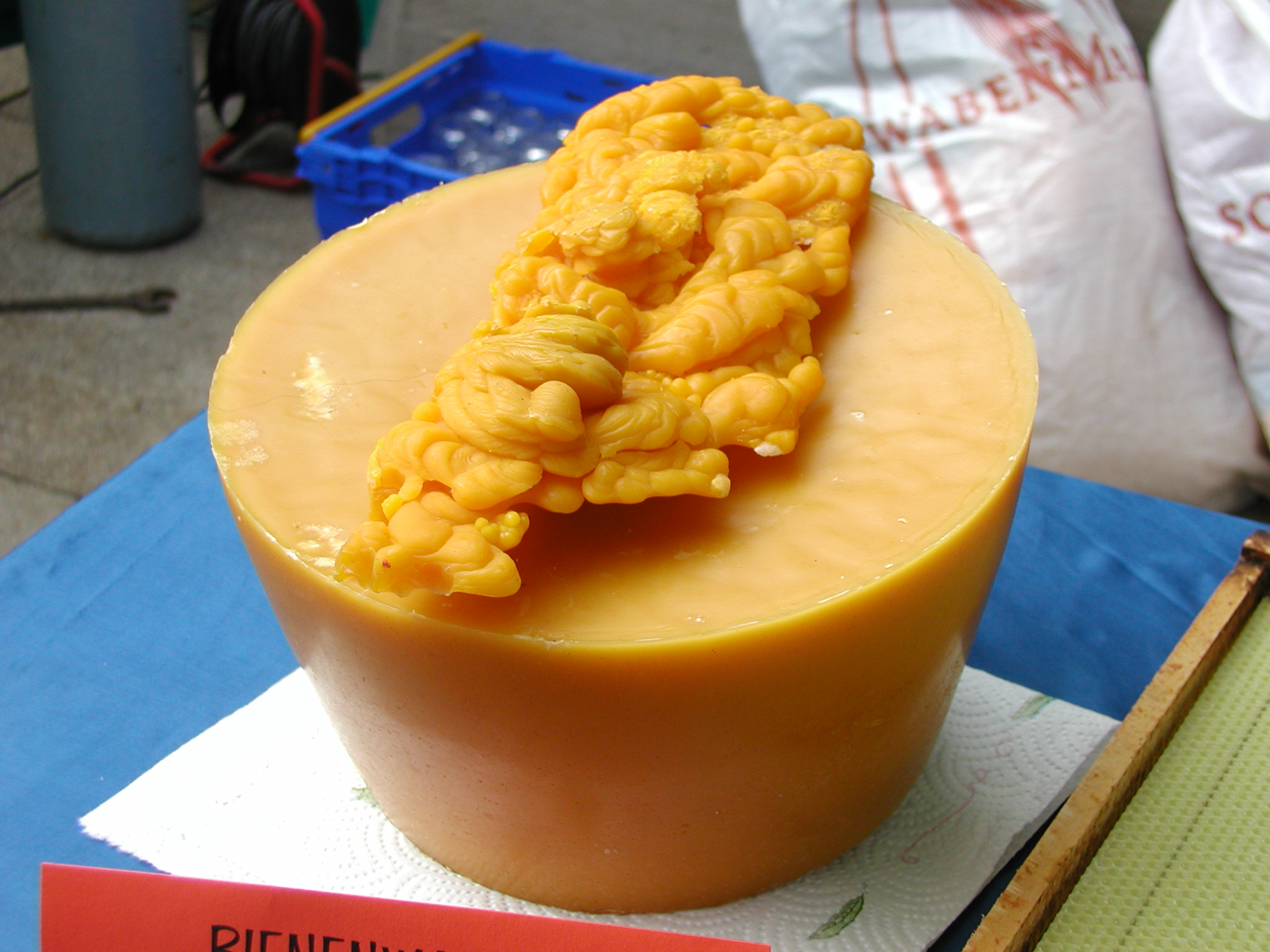
Pa de cera

Com ha passat amb altres activitats agrícoles (per exemple la viticultura) d'una banda s'han solucionat problemes tradicionals i de l'altra per efecte de la globalització n'han aparegut de nous.
En les abelles els problemes més importants recentment introduïts són la varroasi, la síndrome del despoblament dels ruscos i l'aparició de la vespa depredadora asiàtica. També és recent, però més fàcilment control·lable, les mortalitats d'abelles causada per alguns productes fitosanitaris.

## Crestar
Crestar és la darrera tasca de l'apicultor, quan es recull el fruit de les abelles, la mel. El sistema més emprat per extreure la mel és la centrifugació de les bresques.
- L'apicultor, preparat degudament amb mesures i equips de seguretat (guants i careta), introdueix fum a l'interior de l'arna amb un fumador per tal d'aconseguir que les abelles obreres no ataquin.
- Amb una palanca s'extreu de l'arna els quadres que estan operculats i amb un raspall es treuen les abelles encara adherides.
- Ja a la sala d'extracció, es desopercula els quadres bé amb un ganivet especial escalfat o bé amb un desoperculador de vapor.
- Ja alliberada la mel, se centrifuga amb un extractor i es filtra amb un colador doble.
- Finalment la mel es deixa madurar en bancs de decantació, i així, de manera totalment natural, es rebutja tota impuresa què acaba pujant a la superfície.

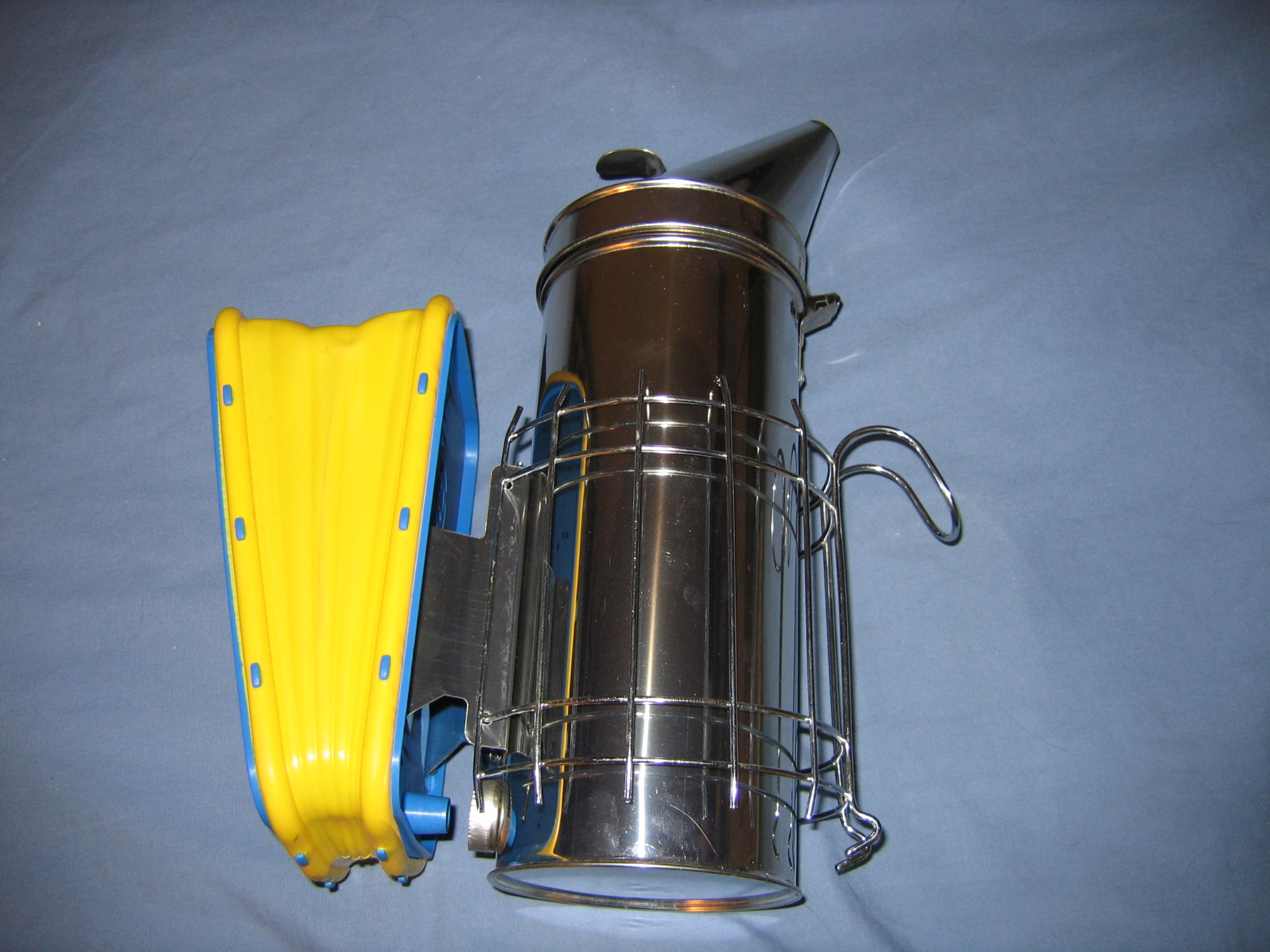
Un fumador d'acer inoxidable

## Extracció de la cera
Un altre procés totalment simultani quan es cresta, és l'extracció de la cera, ja que per destapar les cel·les amb el ganivet s'extreu la cera, que s'acaba posant en un cerificador solar perquè es fongui mitjançant l'escalfor del sol i es pugui recollir fàcilment en recipients. També es pot fondre al vapor.

## Apicultura mundial
Segons dades de la FAO de l'ONU, l'estoc de ruscs del món va passar d'uns 50 milions el 1961 a uns 83 milions el 2014, la qual cosa suposa un creixement anual mitjà aproximadament de l'1,3%. El creixement mitjà anual s'ha accelerat fins a l'1,9% des del 2009.

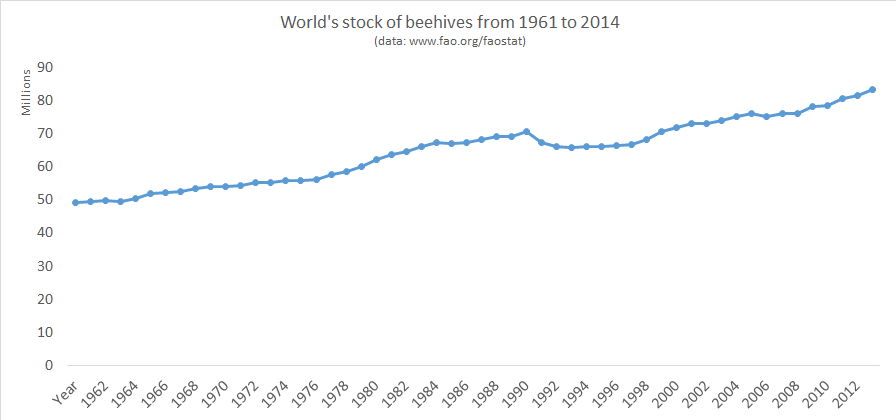
Estoc mundial de ruscs de 1961 a 2014

| Estat                                           | Producció (1000 tones mètriques) | Consum (1000 tones mètriques) | Nombre d'apicultors      | Nombre de ruscs |
| Europa i Rússia                                 | Europa i Rússia                  | Europa i Rússia               | Europa i Rússia          | Europa i Rússia |
| ----------------------------------------------- | -------------------------------- | ----------------------------- | ------------------------ | --------------- |
| Ucraïna (*2019)                                 | *69.94                           | 52                            |                          |                 |
| Rússia (*2019)                                  | 63.53                            | 54                            |                          |                 |
| Espanya                                         | 37.00                            | 40                            |                          |                 |
| Alemanya (*2008)                                | 21.23                            | 89                            | 90,000*                  | 1.000.000*      |
| Hongria                                         | 19.71                            | 4                             |                          |                 |
| Romania                                         | 19.20                            | 10                            |                          |                 |
| Grècia                                          | 16.27                            | 16                            |                          |                 |
| França                                          | 15.45                            | 30                            |                          |                 |
| Bulgària                                        | 11.22                            | 2                             |                          |                 |
| Sèrbia                                          | 3 to 5                           | 6.3                           | 30,000                   | 430,000         |
| Dinamarca (*1996)                               | 2.5                              | 5                             | *4,000                   | *150,000        |
| Amèrica del Nord                                |                                  |                               |                          |                 |
| Estats Units d'Amèrica (*2006, **2002, ***2019) | ***71.18                         | 158.75*                       | 12,029** (210,000 ruscs) | ***2812000      |
| Canadà                                          | 45 (2006); 28 (2007) 80.35(2019) | 29                            | 13,000                   | 500,000         |
| Amèrica llatina                                 |                                  |                               |                          |                 |
| Argentina (*2019)                               | 93.42                            | 3                             |                          | *2984290        |
| Mèxic (*2019)                                   | *61.99                           | 31                            |                          | *2157870        |
| Brasil                                          | 33.75                            | 2                             |                          |                 |
| Uruguai                                         | 11.87                            | 1                             |                          |                 |
| Oceania                                         |                                  |                               |                          |                 |
| Austràlia                                       | 18.46                            | 16                            | 12,000                   | 520,000         |
| Nova Zelanda                                    | 9.69                             | 8                             | 2602                     | 313,399         |
| Àsia                                            |                                  |                               |                          |                 |
| Xina (*2019)                                    | *444.1                           | 238                           |                          | 7,200,000       |
| Turquia (*2019)                                 | *109.33                          | 66                            |                          | 4,500,000       |
| Iran (*2019)                                    | *75.46                           |                               |                          | 3,500,000       |
| Índia                                           | 52.23                            | 45                            |                          | 9,800,000       |
| Corea del Sud                                   | 23.82                            | 27                            |                          |                 |
| Vietnam                                         | 13.59                            | 0                             |                          |                 |
| Turkmenistan                                    | 10.46                            | 10                            |                          |                 |
| Àfrica                                          |                                  |                               |                          |                 |
| Etiòpia                                         | 41.23                            | 40                            |                          | 4,400,000       |
| Tanzània                                        | 28.68                            | 28                            |                          |                 |
| Angola                                          | 23.77                            | 23                            |                          |                 |
| Kenya                                           | 22.00                            | 21                            |                          |                 |
| Egipte (*1997)                                  | 16*                              |                               | 200,000*                 | 2.000.000*      |
| República Centreafricana                        | 14.23                            | 14                            |                          |                 |
| Marroc                                          | 4.5                              |                               | 27,000                   | 400,000         |
| Sud-àfrica (*2008)                              | ≈2.5*                            | ≈1.5*                         | ≈1,790*                  | ≈92,000*        |
| Font: FAO de l'ONU 2019 data                    |                                  |                               |                          |                 |

Fonts:
- Denmark: beekeeping.com[11] (1996)
- Arab countries: beekeeping.com[12] (1997)
- US: University of Arkansas National Agricultural Law Center,[13] Agricultural Marketing Resource Center[14]
- Serbia[15]

## Galeria d'imatges

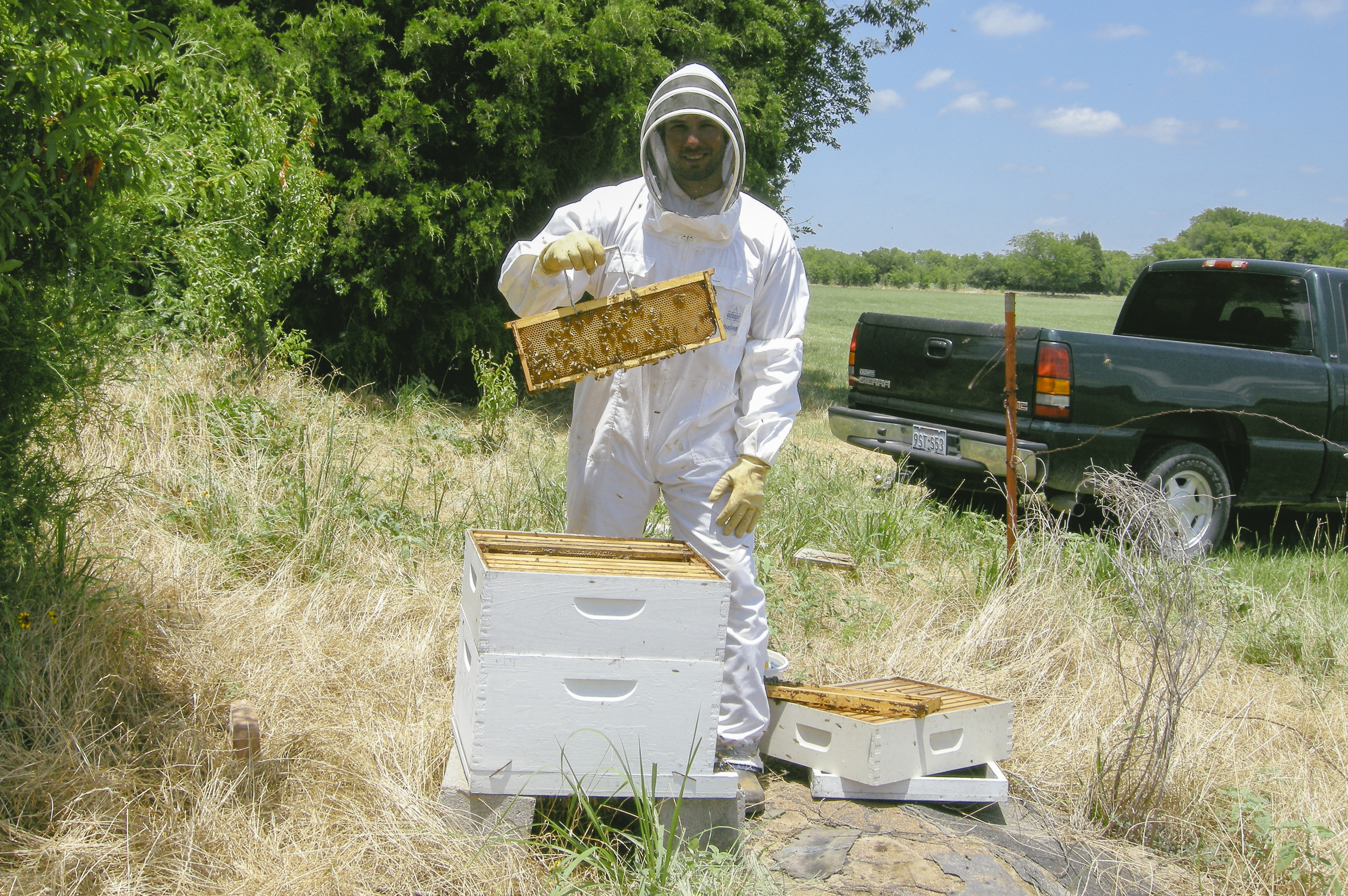
Cal tenir vestit, bresca i rusc
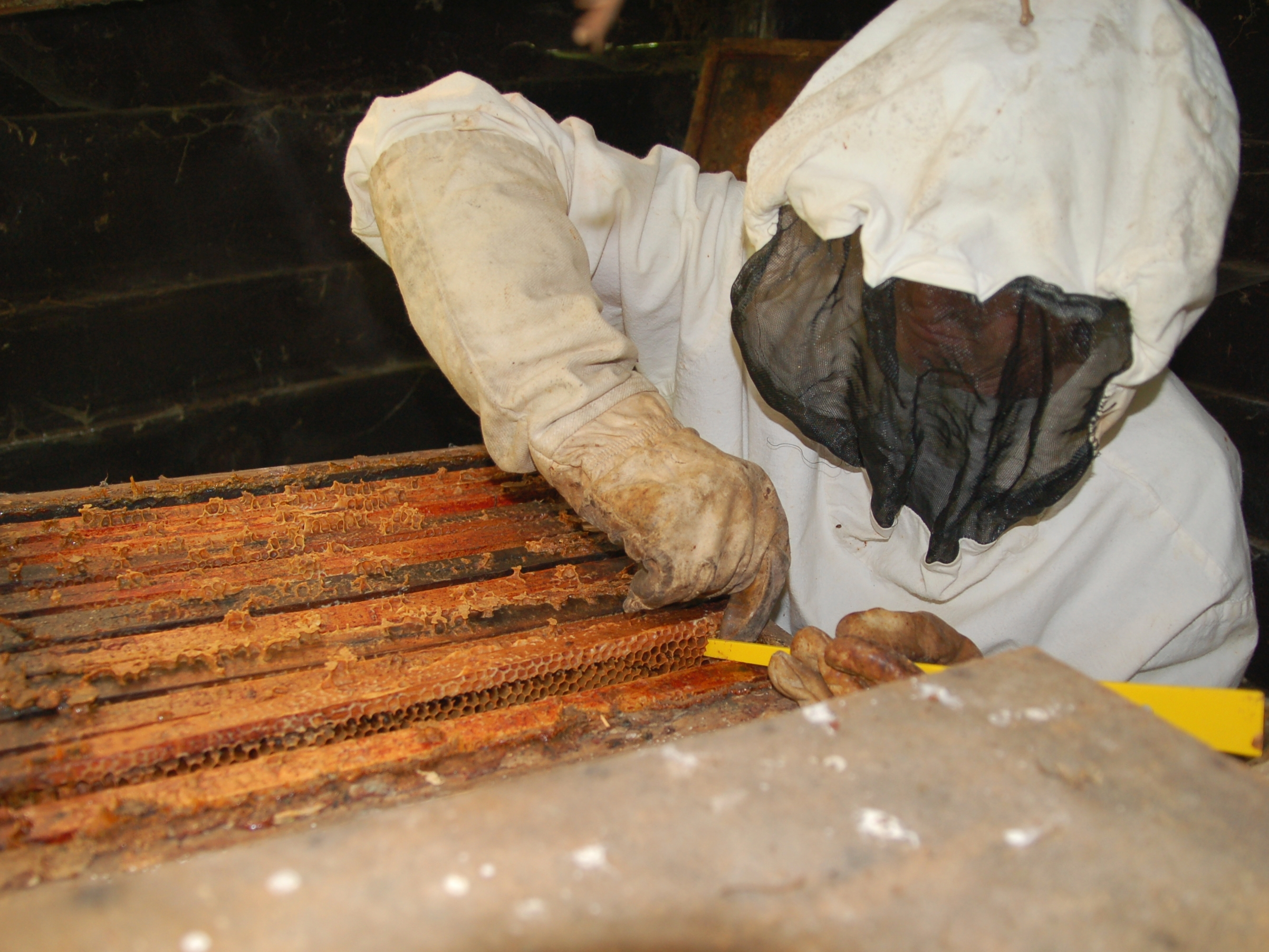
Primer l'apicultor treu els marcs del rusc
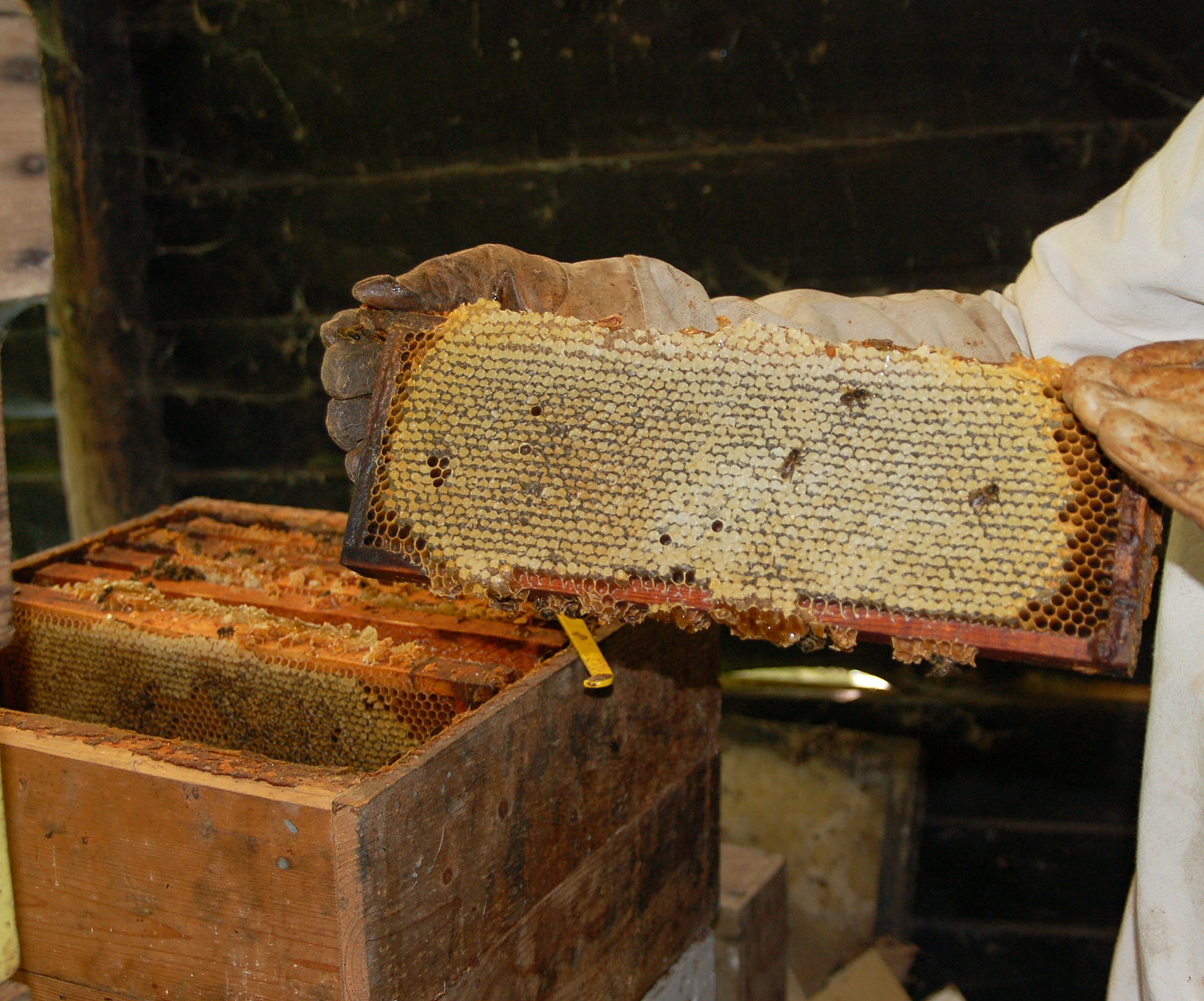
Això és un marc
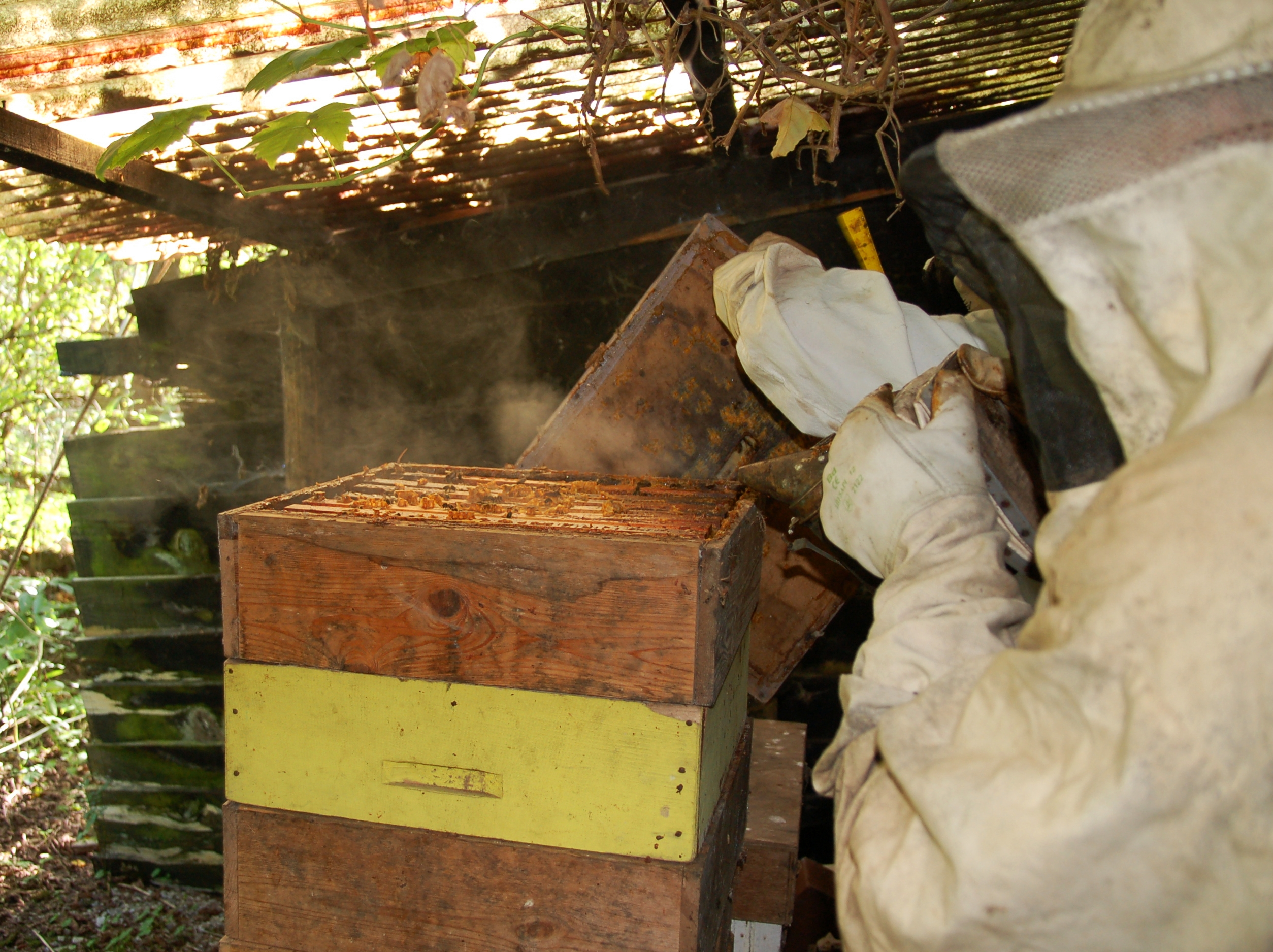
Es fuma el rusc
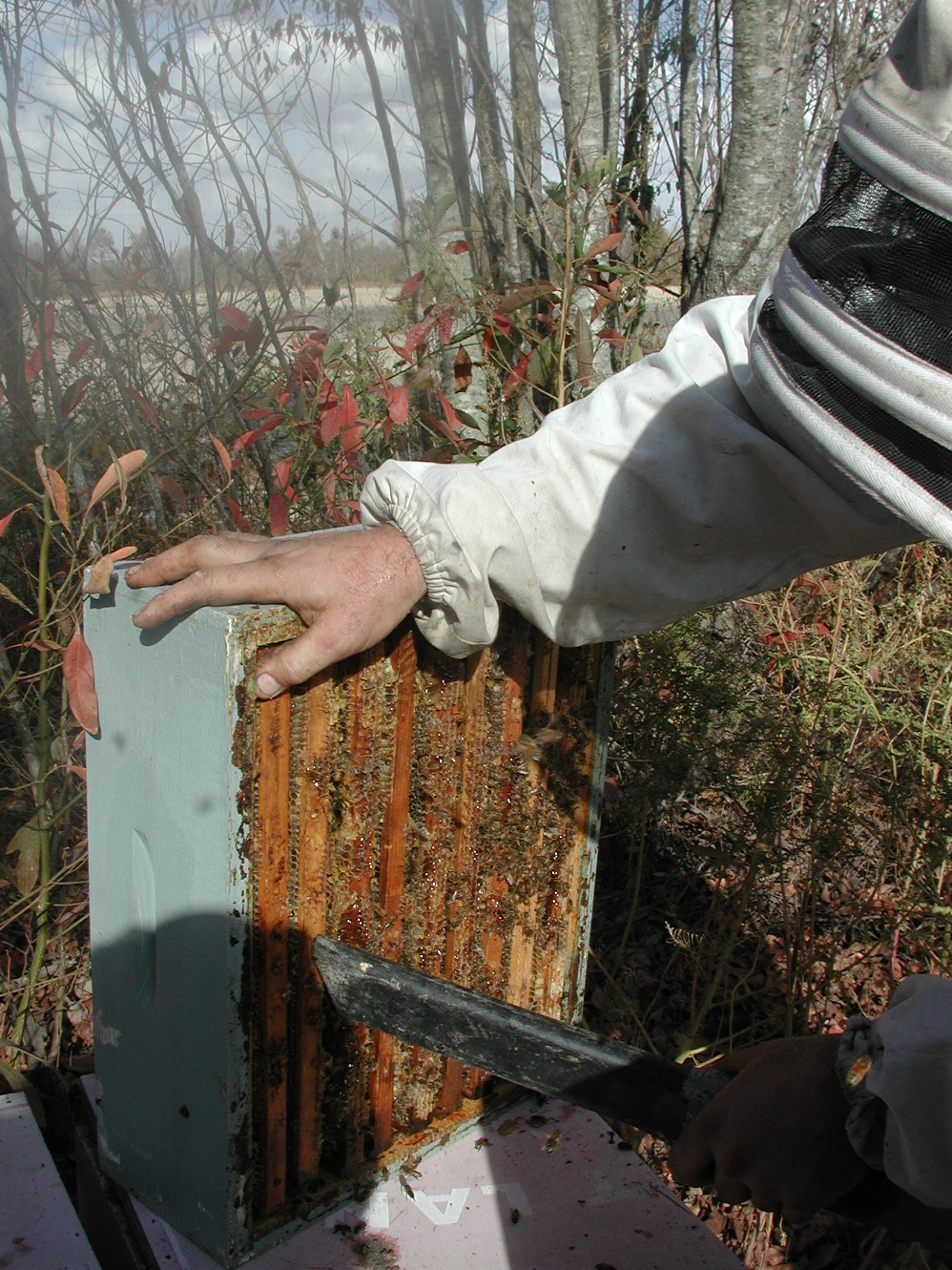
Amb un bufador es treuen les abelles de la mel
- Es destapen les cel·les amb un ganivet especial
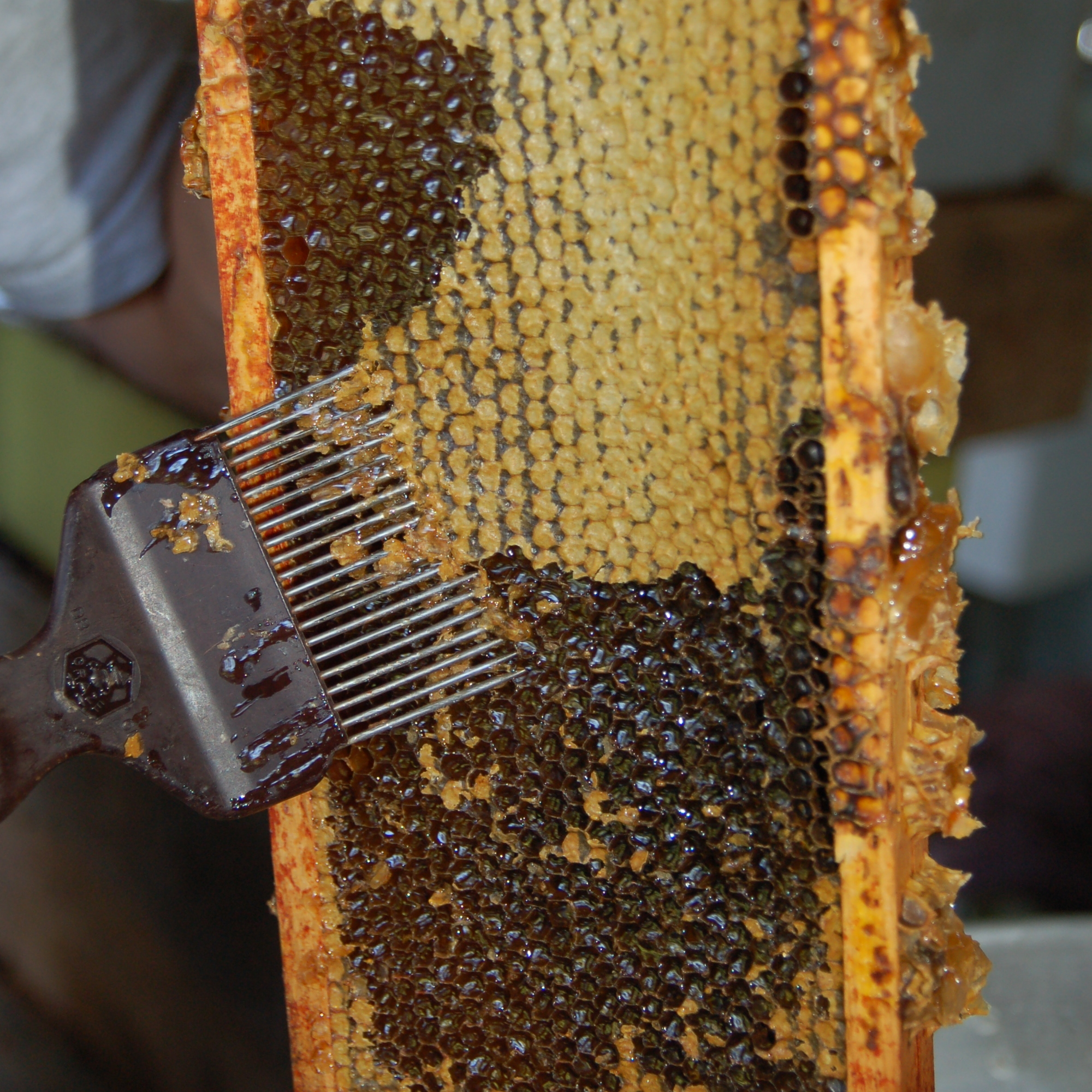
Aquesta és l'eina per destapar el rusc
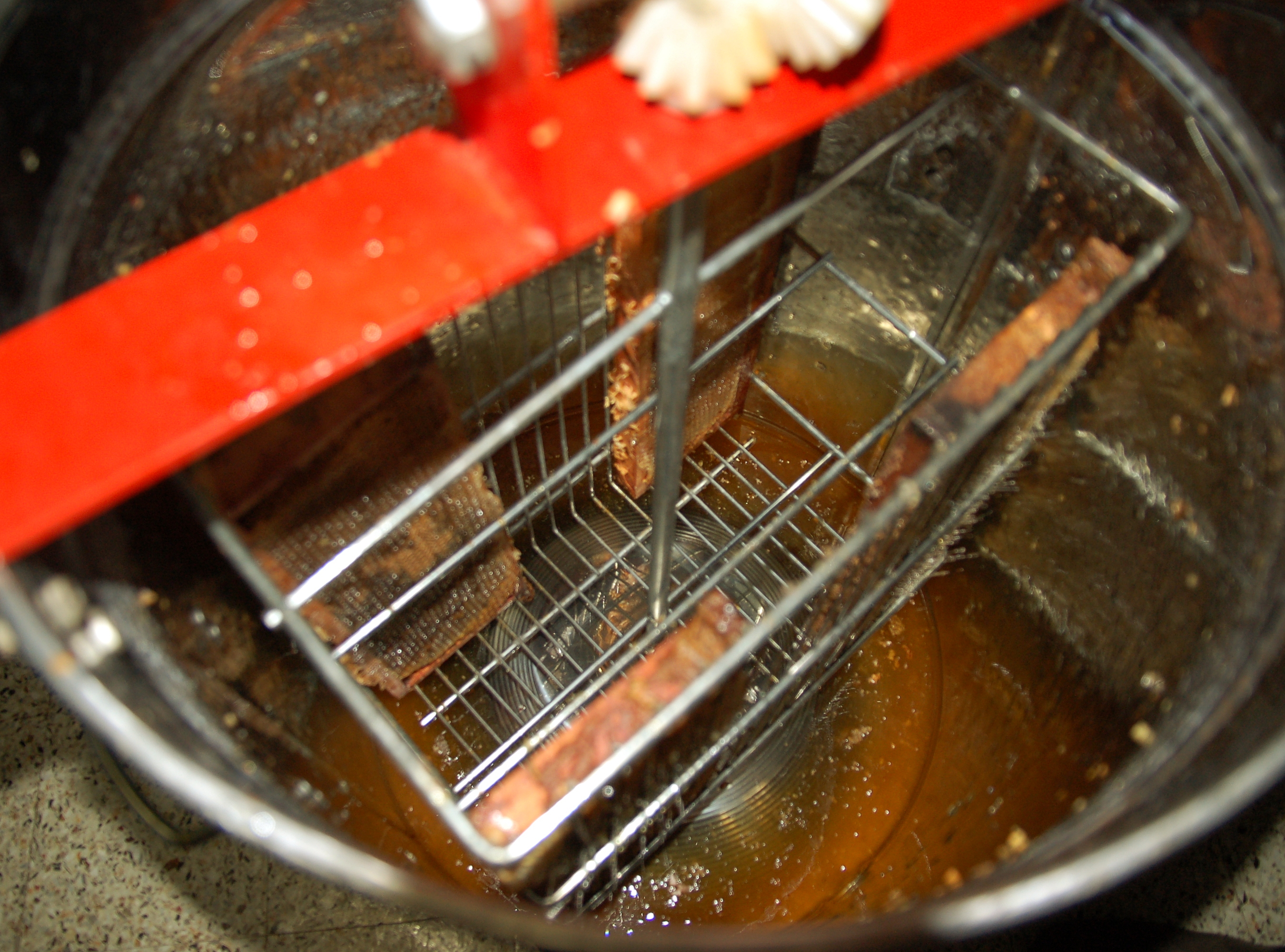
Extracció de la mel
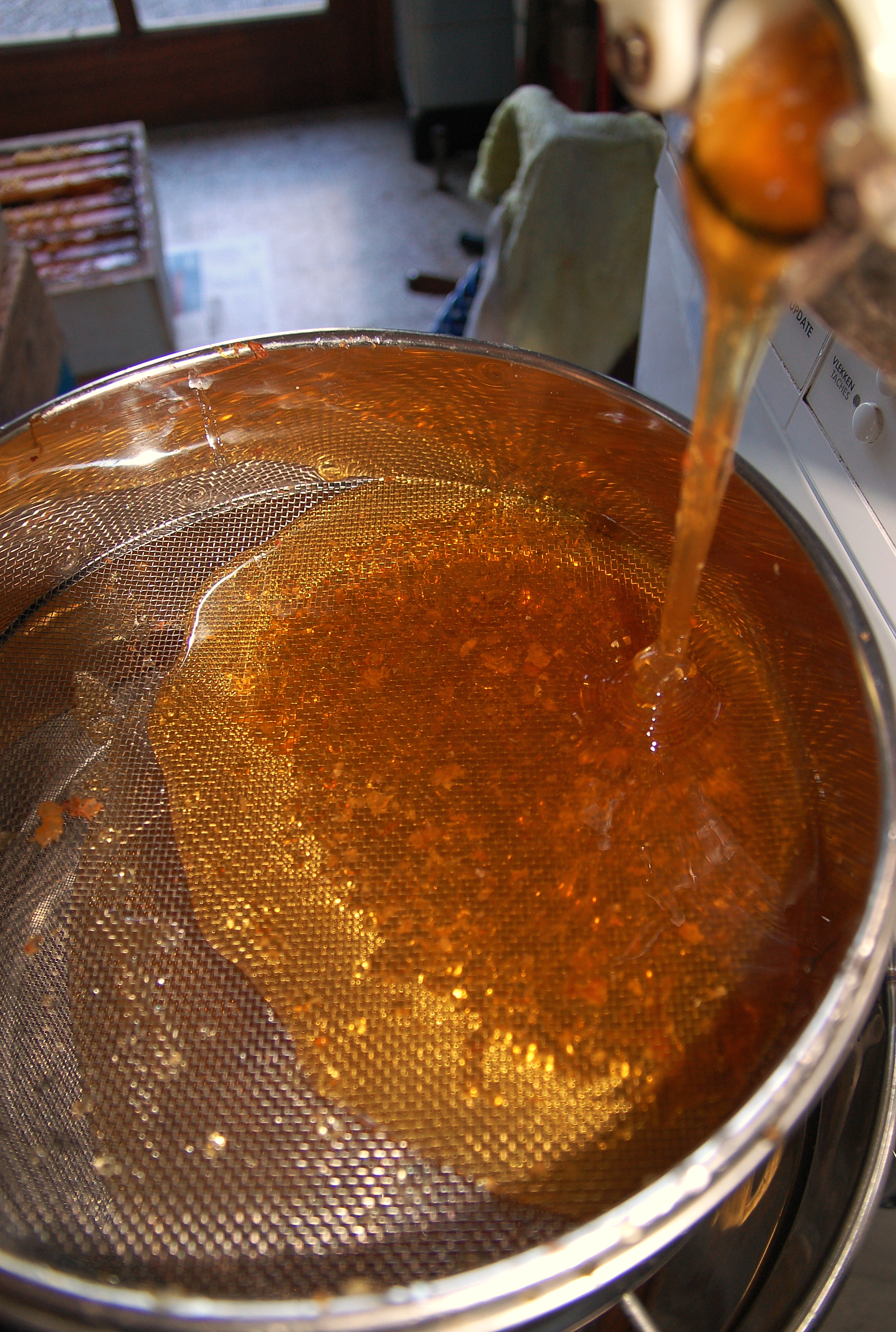
Filtratge de la mel